# 威爾遜皮德蒙特冰川
77°15′S 163°10′E / 77.250°S 163.167°E
威爾遜皮德蒙特冰川（英語：Wilson Piedmont Glacier）是南極洲的冰川，位於維多利亞地沿岸，從格蘭納特港延伸，該冰川由英國探險隊發現，以探險隊的醫生命名。